# Clase Kuma
La Clase Kuma fue una clase cruceros ligeros de 5500 toneladas desarrollados por la 
Armada Imperial Japonesa entre 1917 y 1921.
La clase estaba constituida por cinco miembros: Kuma, Abukuma, Kitakami, Tama, Ōi y Kiso. Desarrollados a partir de la previa clase Tenryū, fueron en su momento las unidades más veloces de su tipo. A partir de esta clase se desarrollaron más tarde los cruceros clase Nagara y posteriormente la clase Sendai.
Fueron usados en múltiples funciones, tales como exploradores, escoltas, transportes de tropas, auxiliares aprovisionadores de submarinos, para dar cobertura a desembarcos y como fuerza de ataque torpedero.

## Historial
Tan sólo uno de los cinco miembros de la clase, el Kitakami, sobrevivió a la Segunda Guerra Mundial. A lo largo de 1944 se perdieron los cuatro restantes.
- El Kuma fue torpedeado por el submarino británico HMS Tally-Ho (P317) el 11 de enero de 1944 frente a Penang, en Malasia.
- El Tama, tras ser dañado por un torpedo lanzado en un ataque aéreo durante la batalla de Cabo Engaño fue torpedeado por el submarino estadounidense USS Jallao (SS-368) y hundido mientras se dirigía a Okinawa, el 25 de octubre de 1944.
- El Kiso fue bombardeado por aviones americanos el 13 de noviembre de 1944, al oeste de Cavite.
- El Ōi fue transformado en crucero con múltiples montajes de tubos lanza torpedos.

Antes  del estallido de la Segunda Guerra Mundial,la estrategia de la Armada Imperial Japonesa en contra de su potencial adversario, la U.S. NAVY, consistía en reducir la Flota Norteamericana del Pacífico mediante los ataques de la artillería de los grandes buques de la Flota Combinada en conjunciòn de ataques con torpedos de los submarinos japoneses, para así ganar la batalla decisiva en los mares territoriales del Japón. En ese tiempo, los torpedos japoneses de 61 cm. eran los mejores del mundo, superando en sus características,desempeño y capacidades a los torpedos de las mejores marinas del mundo, pues al ser impulsados con oxígeno en lugar de aire comprimido, no dejaba una estela visible, por lo que su trayectoria era virtualmente invisible, además de que eran mucho más rápidos y con un alcance y una cabeza de guerra superior a cualquier otro torpedo en servicio.
Bajo las deliberaciones de la estrategia anterior, la idea del "crucero torpedero" fue concebida. Los cruceros ligeros clase Kuma,  Öi y Kitakami, fueron elegidos para su conversión bajo las especificaciones de dicha concepción. 
Cada uno de los dos buques fue equipado con diez montajes cuádruples de tubos lanzatorpedos, por lo que eran capaces de lanzar a la vez veinte torpedos por cada banda (babor y estribor). Cuando la conversión fue completada, sin embargo, la estrategia de la batalla naval fue reenfocada del empleo de la artillería naval y torpedera, al uso y despliegue de la aviación embarcada en portaaviones. En consecuencia, tanto el Öi como el Kitakami fueron reconvertidos a cruceros de transporte de alta velocidad. Irónicamente el final del Öi fue el sucumbir torpedeado en las aguas del Mar de la China Meridional, al oeste de Manila el 19 de julio de 1944 por el submarino norteamaricano "USS Flasher" (SS-249) (Hundido en las coordenadas 12:45N, 114:20E).
- El Kitakami, tras sobrevivir a la guerra, fue desguazado entre el 10 de agosto de 1946 y el 31 de marzo de 1947.